# Die Flucht (2007)
Die Flucht ist ein zweiteiliger deutscher Fernsehfilm aus dem Jahr 2007. Er zählt mit Tadellöser & Wolff, Dresden und Die Luftbrücke zu einer Reihe von Fernseh-Mehrteilern, die von dramatischen Tagen in der Geschichte Deutschlands aus der Sicht der deutschen Bevölkerung erzählen. Zentrales Thema ist die Flucht aus Ostpreußen, auf der ab Januar 1945 ca. 300.000 Deutsche durch Kriegshandlungen, Kriegsverbrechen, Eiseskälte oder Ertrinken ums Leben kamen.

## Handlung
Sommer 1944. Magdalena Gräfin von Mahlenberg reist aus Berlin in ihre Heimat Ostpreußen, um sich mit ihrem todkranken Vater auszusöhnen.
Acht Jahre zuvor hatte Lena Ostpreußen verlassen, um ihr uneheliches Kind Viktoria großzuziehen, statt Heinrich Graf von Gernstorff, Sohn des mit der Familie befreundeten Rüdiger Graf von Gernstorff und Sophie Gräfin von Gernstorff, zu heiraten. Lenas Entscheidung gegen die Ehe mit Heinrich, dem sie schon lange versprochen war, den sie aber nie geliebt hatte, führte zum Bruch mit ihrem Vater, Berthold Graf von Mahlenberg.
Auch bei ihrer Rückkehr verhält sich der Vater zunächst schroff und abweisend. Um ihm zu beweisen, dass sie eine gute Tochter ist, lässt sich Lena wieder auf die Gepflogenheiten des ostpreußischen Adels ein. In den Kriegswirren übernimmt sie die Verantwortung für das Mahlenberg’sche Gut. Sie holt ihre Tochter, die in der Kinderlandverschickung in Bayern ist, zu sich und ringt sich zu der Entscheidung durch, Heinrich doch noch zu heiraten. Der Selbstmord von Heinrichs Bruder Ferdinand verhindert aber zunächst die Hochzeit.
Während die Trecks von Flüchtenden aus dem Memelland und aus Litauen zunehmen und die Front immer näher rückt, versucht Lena, den drohenden Untergang zu verdrängen. Doch ein Mann auf ihrem Hof macht sie immer wieder auf die nahende Katastrophe aufmerksam: François Beauvais, ein französischer Kriegsgefangener. Zwischen ihm und Lena entsteht eine – für sie nicht lebbare – unmögliche emotionale Verbindung.
Lena steht mehr und mehr zwischen ihrer traditionsverbundenen Erziehung und einer neuen Zeit.
Im Januar 1945 müssen sie und ihre Tochter mit den Angehörigen ihres Gutes vor der herannahenden Front flüchten. Ihr Vater, Graf von Mahlenberg, sieht den Untergang der alten Welt unweigerlich heraufziehen, ist aber unfähig, sich von den alten Werten zu lösen. Es gelingt ihm zwar, sich mit seiner Tochter auszusöhnen, doch er bleibt auf dem Familiensitz zurück und überträgt Lena die Verantwortung für die ungewisse Zukunft des Mahlenberg'schen Trecks und das Überleben ihrer Schutzbefohlenen. Als Einheiten der Roten Armee in Gut Mahlenberg einrücken, begeht er Suizid.
Lena führt die ihr anvertrauten Menschen durch einen unbarmherzigen Winter von Ostpreußen bis nach Bayern. Auf diesem langen und beschwerlichen Weg entwickelt sich Lenas Beziehung zu François zu einer lebensbedrohlichen Verstrickung, die Lena schließlich zunächst zur Aufgabe dieser Liebe zwingt.
Im Frühling 1945 erreicht Lena Bayern. Die alte Gesellschaftsordnung hat sich endgültig aufgelöst. Es gibt Raum für neue Wege. Lena entscheidet sich nun unwiderruflich gegen Heinrich. Der Weg in die neue Zeit führt dazu, dass die bisher unverrückbar geltenden Konventionen verblassen: Privilegien, Standesdünkel und überkommene aristokratische Herrschaftsgefüge lässt Lena hinter sich. Durch die erzwungene Vertreibung und die Flucht in den Westen sind die Menschen, von Sozialisation und Herkunft ursprünglich weit voneinander entfernt, gleicher geworden: Sie stehen alle vor dem Nichts, den Trümmern ihrer Existenzen, und müssen, jeder für sich, neu beginnen.

## Auszeichnungen
- Bambi-Verleihung 2007: Publikumspreis für das TV-Ereignis des Jahres[1]
- DIVA-Award 2008:
  - Der Deutsche TV-Movie-Preis
  - Hauptrollenpreis für Maria Furtwängler

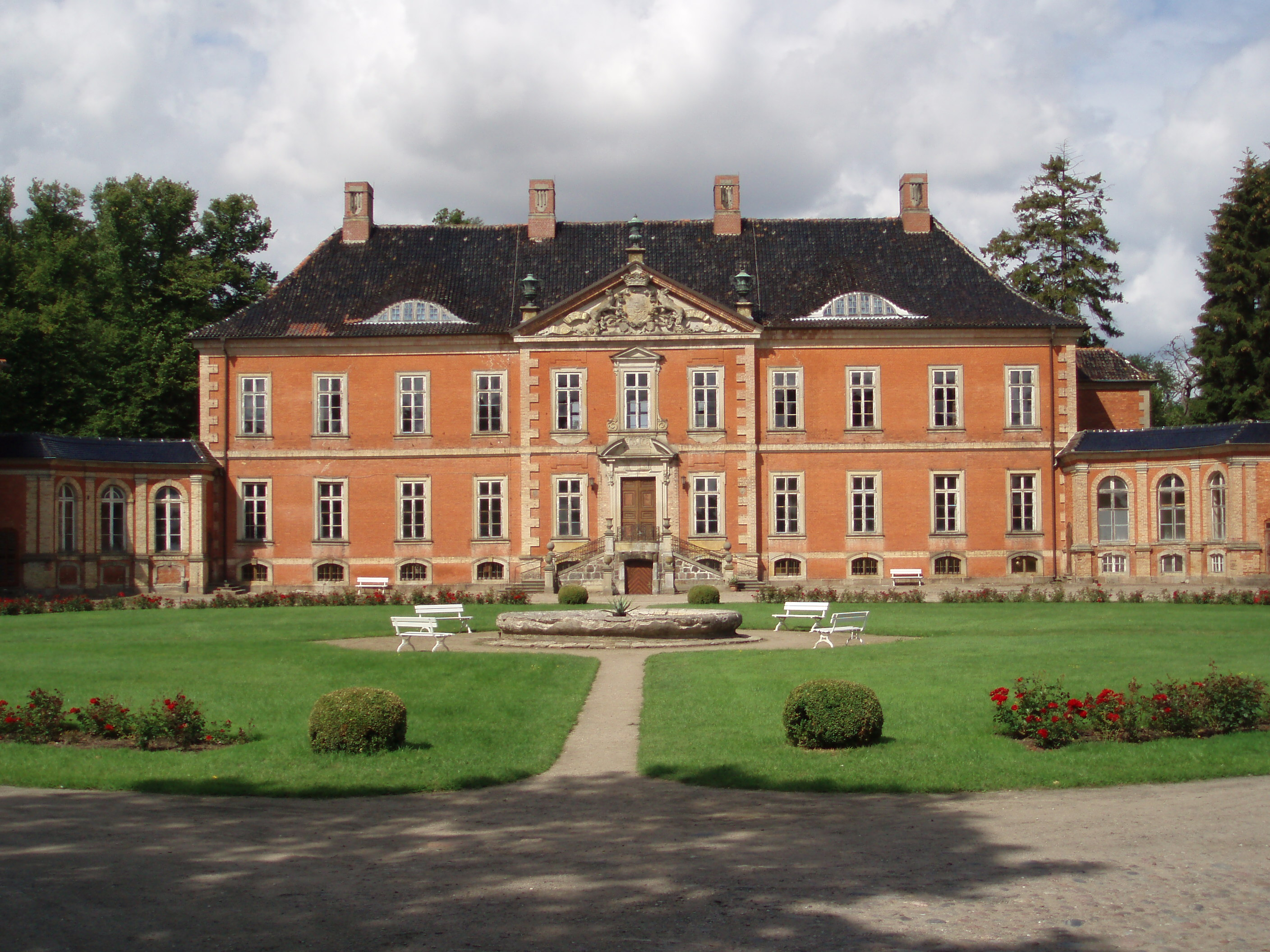
Schloss Bothmer in Klütz

## Hintergrundinformationen und Publikumserfolg
Die Dreharbeiten des von der ARD produzierten Zweiteilers fanden zwischen Februar und Juni 2006 in Litauen statt.
Der französisch-deutsche Sender Arte, der als Koproduzent fungiert, sendete Die Flucht als dreistündigen Einteiler bereits am 2. März 2007. Auf Arte stellte der Film mit 2,46 Millionen Zuschauern (9,71 Prozent Marktanteil) einen Quotenrekord des Kulturkanals auf. Im Ersten bzw. im ORF wurde der Film am 4. und 5. März 2007 ausgestrahlt. Der erste der beiden Teile war mit 11,18 Millionen Zuschauern (29,5 Prozent Marktanteil) nach Angaben von ARD der erfolgreichste Film im Ersten Programm seit zehn Jahren. In der Gruppe der werberelevanten Zielgruppe verfolgten 3,03 Millionen Zuschauer den ersten Teil bei 19,2 Prozent Marktanteil.
Für die heimatlichen Güter als Kulisse verwendet wurden Schloss Bothmer (Familie Mahlenberg) in Mecklenburg-Vorpommern und Schloss Friedrichsfelde (Familie Gernstorff) in Berlin.
Tatjana Gräfin Dönhoff (* 1959), Großnichte von Marion Gräfin Dönhoff, ist die Autorin des Buches zum Film.

## Kritik
Die Kritik reagierte auf den Zuschauererfolg unterschiedlich.
Das Nachrichtenmagazin Der Spiegel schreibt:
„Nobel geht das Reich zugrunde: Als Landadlige versucht Maria Furtwängler in dem zweiteiligen Vertriebenen-Melodram «Die Flucht» zum Kriegsende ihre Schutzbefohlenen aus Ostpreußen herauszuführen - der Film aber bleibt in gediegenen bis gefährlichen Stereotypen stecken. Der deutsche Film und das Dritte Reich - es kam bislang selten etwas Gutes heraus. Man sucht sich seine Helden und Heldinnen, um wenigstens etwas Licht ins schwärzeste aller deutschen Geschichtskapitel zu bringen. Dem Durchschnittsmenschen lässt sich, so glauben wohl die meisten TV-Autoren, dramaturgisch einfach nichts abgewinnen. In dem ARD-Zweiteiler wird nun ziemlich ungebrochen der edlen vordemokratischen Attitüde des ostpreußischen Landadels gehuldigt: Man verlangt von seinen Leuten Gehorsam, dafür kümmert man sich aber auch heroisch um sie.“
Das Lexikon des internationalen Films urteilt:
„Aufwändig produziertes Fernseh-Historiendrama, das die historischen Fakten in eine melodramatische Handlung verpackt. Dabei nimmt sich der eindrucksvolle Film eines Themas an, das lange zu den deutschen Tabuthemen gehörte, da Flucht und Vertreibung mit Schuld, Schande und Scham behaftet sind. Die emotionale Wucht ist unbestreitbar, die physische Leistung der Dreharbeiten ist bewundernswert. Dabei trägt er das Potenzial in sich, zur Versöhnung von Polen und Deutschen beitragen zu können.“
Die Zeitung Die Welt feierte ihn als erfolgreichsten ARD-Film seit 10 Jahren.